# 시기야누
시기야누(釋加奴, 釋迦奴, Šigiyanu, ?-1422?)는 명대(明代) 건주여진(建州女眞)의 수장이자 건주위(建州衛) 지휘사(指揮使)였다. 구룬씨(古倫氏)였으며 한족식 명칭은 이현충(李顯忠)이다. 훌리가이부(胡里改部) 추장 아하추(阿哈出)의 장남이다.
1410년, 시기야누는 아버지 아하추와 함께 명 성조(成祖) 주체(朱棣)를 따라 달단(韃靼) 정벌에 나섰고, 전공을 세워 시기야누는 이현충(李顯忠)이라는 이름을 받았으며 건주위도지휘첨사(建州衛都指揮僉事)로 승진되었다. 아하추 사후, 시기야누는 아버지의 건주위지휘사 직위를 이어받았다. 이때 건주의 세력은 더욱 커졌다. 1411년, 시기야누의 형 몽케부카(猛哥不花)가 모련위(毛憐衛)의 지휘사가 되었다. 1412년, 시기야누는 명에 상주하여 탑온(塔溫)에서 새로 귀부한 백성들의 양식이 부족하기에 요동도지휘(遼東都指揮) 무개(巫凱)에게 양식을 내어줄 것을 요청하였다. 1413년과 1416년, 시기야누는 몽케부카와 명에 조공하였고 부속 관료가 되기를 청하였다. 1417년, 상주를 통하여 안춘(顔春)의 두목 월아속가(月兒速哥)를 건주에 종속시키를 청하였다. 1422년 전후, 시기야누는 사망하였다. 1426년, 아들 이만주(李滿住)가 도독첨사가 되었다.

## 가족
- 아버지 : 아하추(阿哈出)
  - 형：몽케부카(猛哥不花)
    - 아들：이만주(李滿住)

## 참고자료
1. ↑  『명성조실록(明成祖實錄)』, 영락(永樂) 11년 10월 갑술조(甲戌條), "建州等衛都指揮李顯忠, 指揮使猛哥帖木兒等來朝貢馬及方物."

- 《中国民族史人物辞典》

| 이전: {{{before}}} | {{{title}}} {{s-after\|이만주} |